# Białystok (Rosja)
Białystok (ros. Белосток) – wieś w Rosji położona w obwodzie tomskim, w rejonie kriwoszieińskim.

## Historia
Wieś została założona przez dobrowolnych polskich osadników z guberni grodzieńskiej na przełomie XIX i XX w. Białystok był wówczas największym miastem rodzimej guberni oraz ważnym ośrodkiem przemysłowym i na jego cześć nazwano nową osadę. W 1908 na wzgórzu we wsi został zbudowany katolicki kościół, proboszczem został ksiądz Hieronim Cerpento pochodzący z Krzywicz w guberni wileńskiej. W 1916 populacja miejscowości sięgnęła 516 osób. Kościół przetrwał do roku 1927, kiedy to został zamknięty przez władze sowieckie, od 1938 stanowił magazyn, zaś po wojnie urządzono w nim klub.
Prześladowania mieszkańców zaczęły się w 1935, kiedy to w Białymstoku urządzono kołchoz „Krasnyj Sztandar”. Opornym chłopom nakładano wysokie podatki oraz ich więziono. Apogeum represji związane było z operacją polską NKWD. Pierwsze aresztowania przeprowadzone 13 sierpnia 1937 dosięgły, posiadających polskie pochodzenie, dyrektora szkoły, przewodniczącą rady kołchozu, nauczycieli i brygadzistę. W styczniu i lutym 1938 aresztowano i rozstrzelano co najmniej 85 mieszkańców.
Dopiero po zmianie władzy w 1990 roku przybył do wsi katolicki ksiądz, w szkole zaczęto nauczać języka polskiego, zaś w 1998 została wyświęcona nowa świątynia pod wezwaniem św. Antoniego z Padwy. 19 kwietnia 2017 kościół spłonął, później jednak został odbudowany dzięki akcji wspierającej pod nazwą „Syberyjski Białystok – Zmartwychwstanie”.